# Музей Кон-Тікі
Музей Кон-Тікі (норв. Kon-Tiki Museet) — історичний музей в Осло на півострові Бюґдьой (поряд з музеєм Фрама), присвячений подорожам відомого науковця і мандрівника Тура Геєрдала. Музей названо на честь головного експонату музею — плота Кон-Тікі, на якому Гейєрдал разом з командою здійснив в 1947 році плавання через Тихий океан.

## Заснування
Засновниками музею були сам Тур Геєрдал та Кнут Гауґланд — один з членів екіпажу Кон-Тікі. Проект будівлі музею був створений у 1949 році. Для відвідин музей відкрито у 1950 році. Першим директором музею став Кнут Гауґланд.

## Експозиція
Експонатом музею включає плот «Кон-Тікі» та інші судна, на яких мандрував Геєрдал: «Ра», «Ра II», «Фату-Хіва» і «Тігрис».
Експозиція розділена на надводну і підводну частини. В підводній частині можна бачити різноманітних риб, що кружляли під плотом під час плавання «Кон-Тікі».
Музей має невеликий кінолекторій і магазин сувенірів.

## Розташування
Музей «Кон-Тікі» розташований в місті Осло на півострові Бюґдьой. Заклад працює без вихідних. Кількість відвідувачів сягає близько 200.000 на рік.

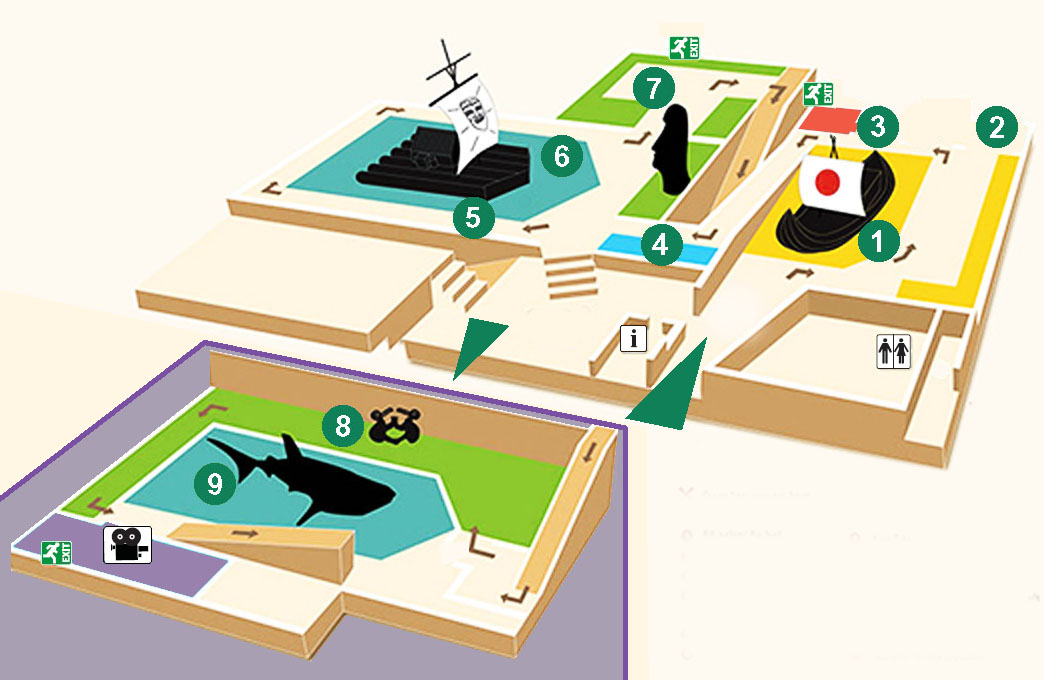
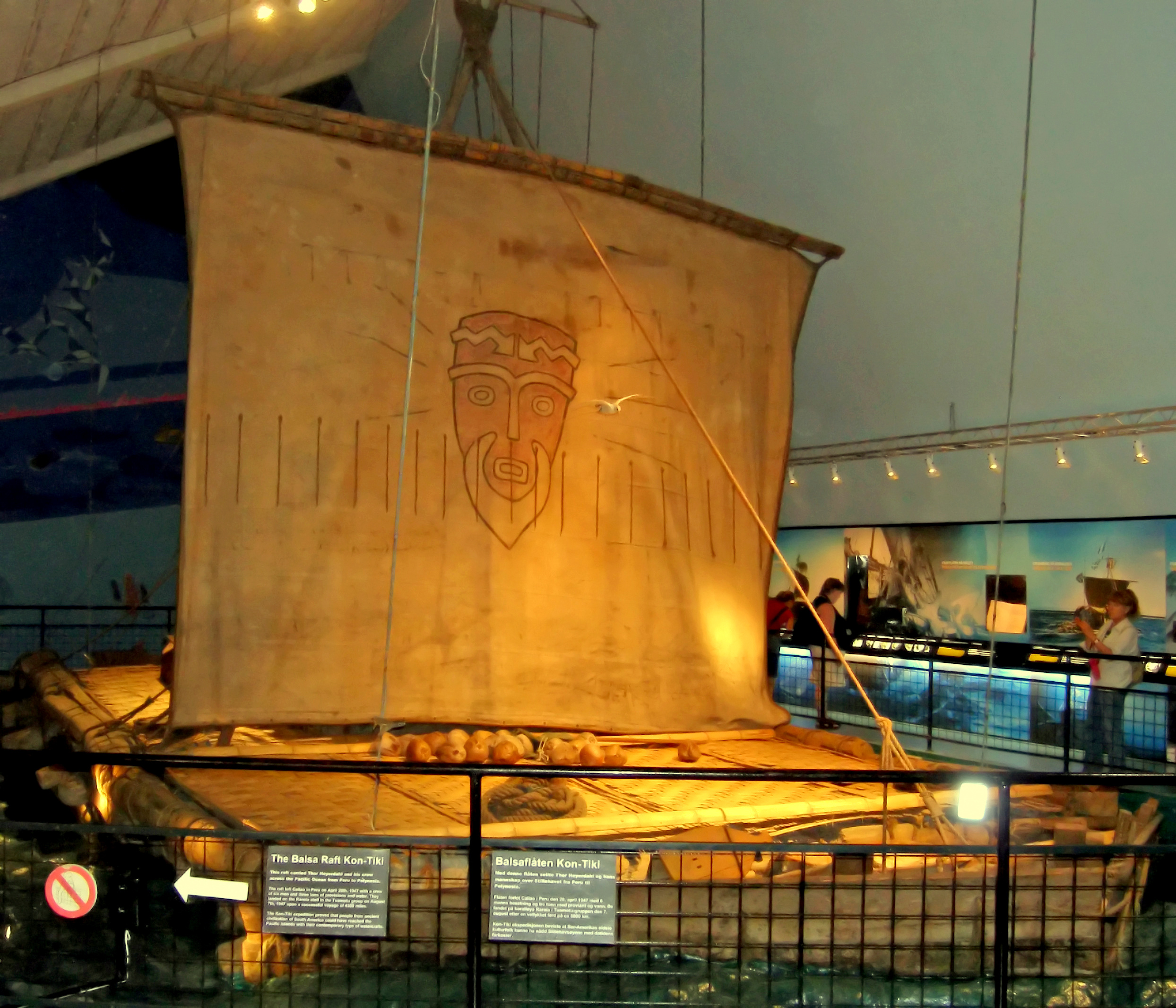
Плот «Кон-Тікі» в музеї
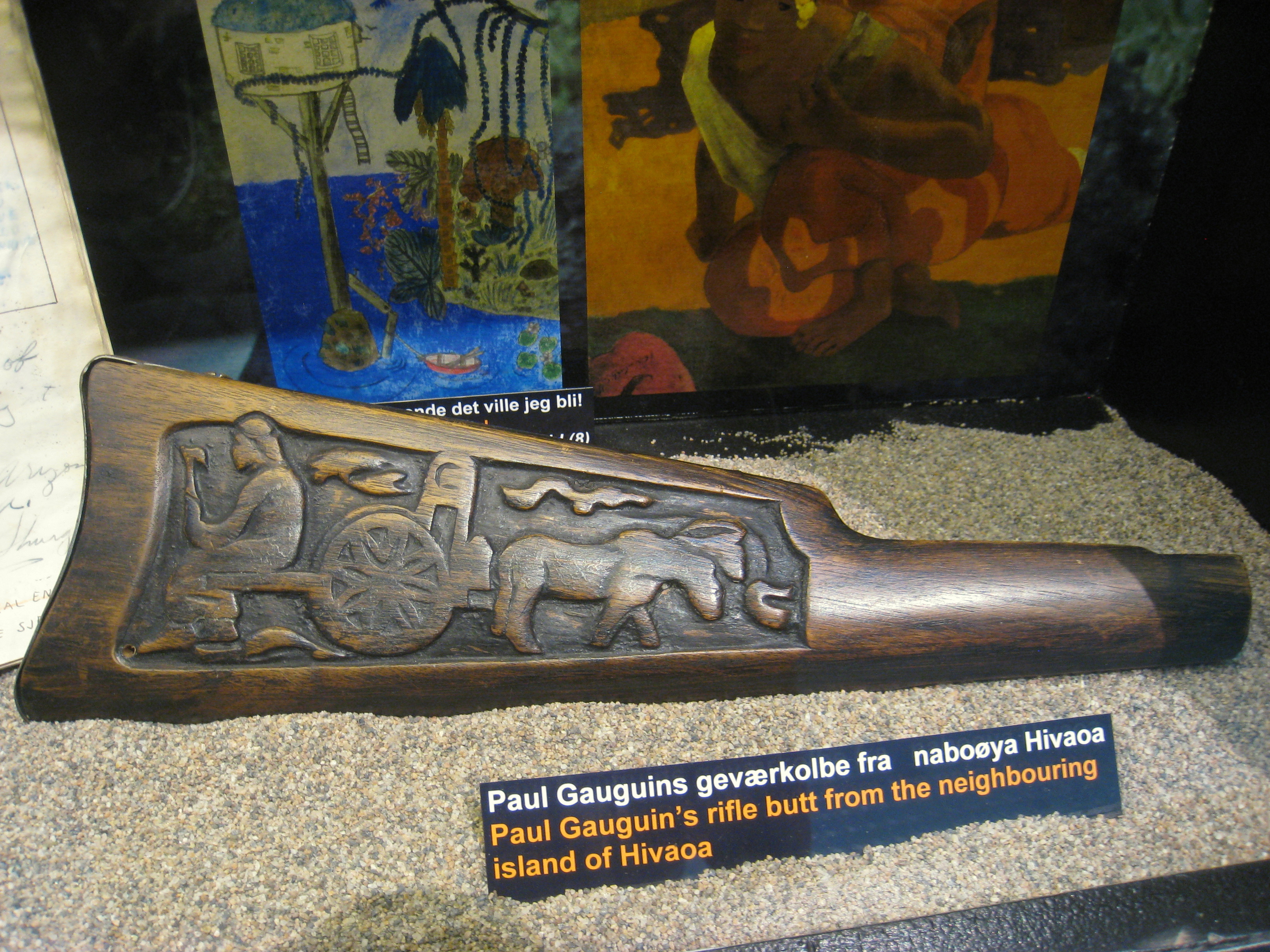
Рельєф роботи Поля Гогена в музеї «Кон-Тікі»
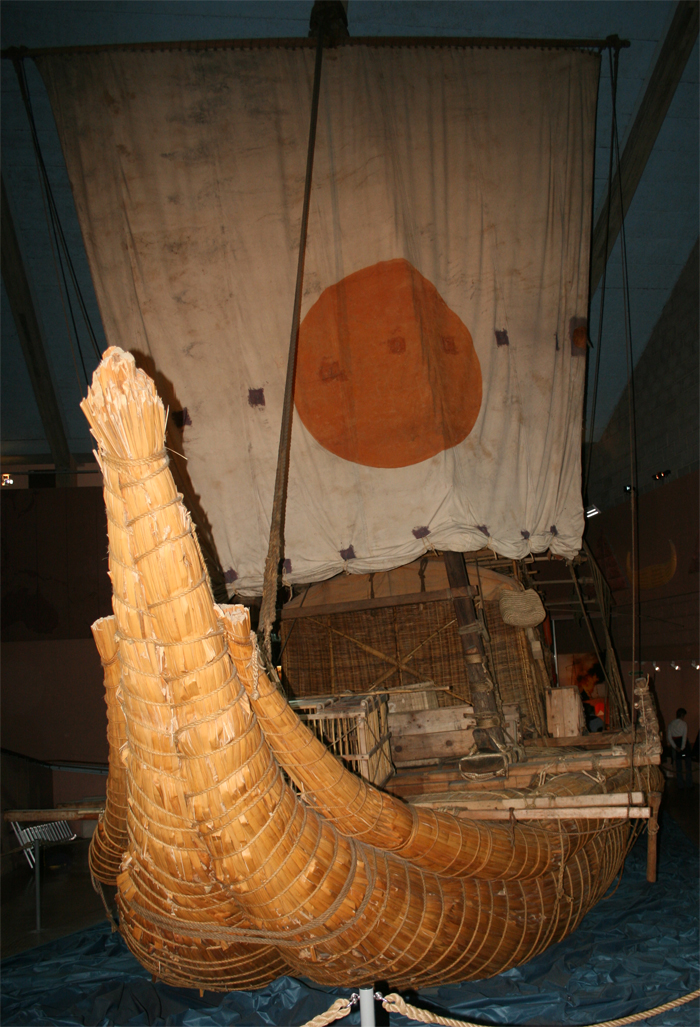
«Ра II»
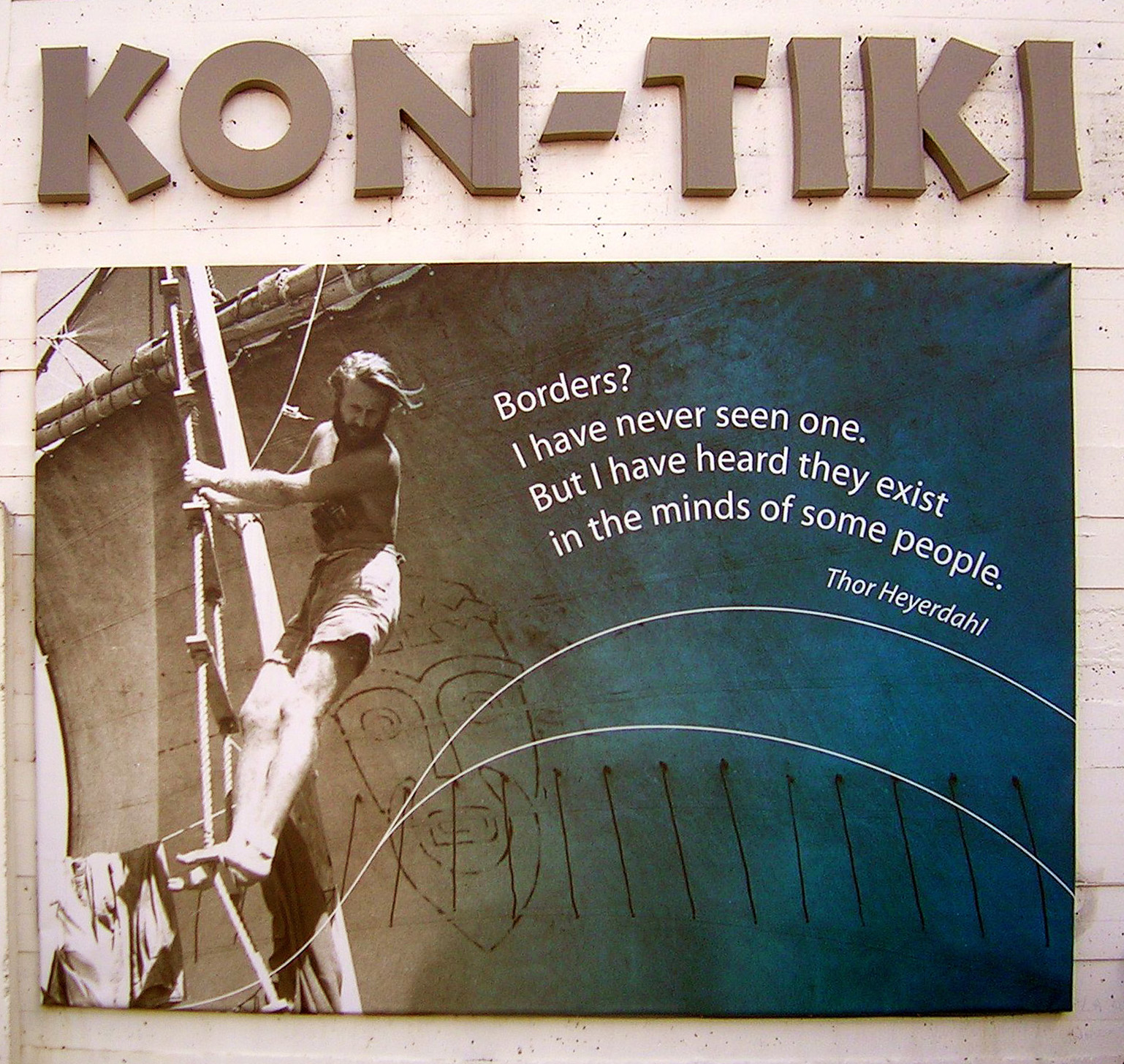